# Luigi Rasi
Luigi Rasi (Ravenna, 1852 – Milano, 1918) è stato un attore e drammaturgo italiano.

## Biografia
Attore prestigioso, fu anche autore di commedie e di monologhi popolari, maestro di recitazione e storico del teatro. In qualità di traduttore ed erudito teatrale, venne chiamato a dirigere la Regia Scuola di Recitazione di Firenze nel 1882 ove rimase fino alla morte.
Nel 1881 si unì con Teresa Sormanni, scrittrice di lavori teatrali che collaborò attivamente con lui.

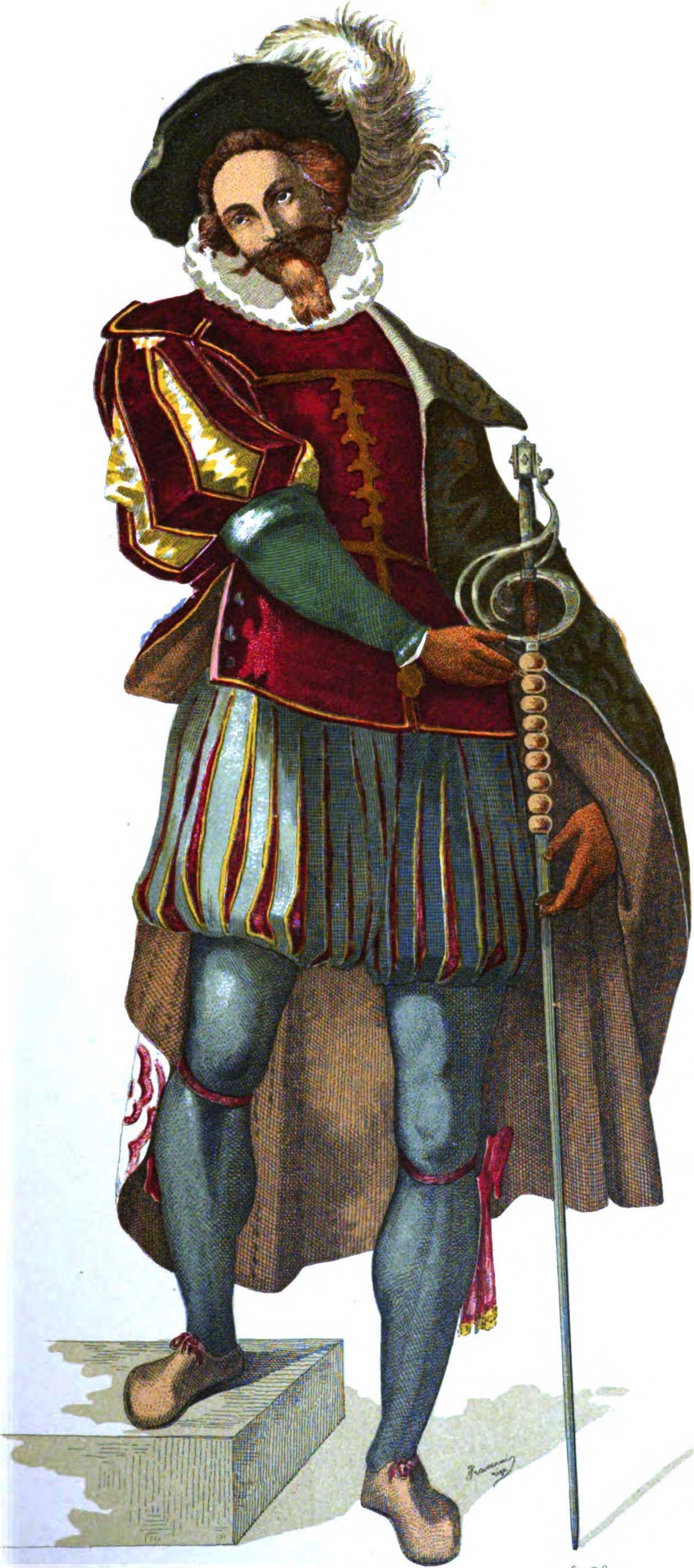
Francesco Andreini nei panni di "Capitan Spavento", incisione di Poccetti

La sua opera portò ad un'evoluzione dei criteri di insegnamento, nella ricerca di una recitazione più spontanea e meno artificiosa. Furono allievi della scuola da lui diretta, tra gli altri, Amerigo Guasti, Annibale Ninchi, Corrado Racca, Franco Schirato, Mario Ferrari, Aldo Palazzeschi, Vittoria Lepanto ed il baritono Cesare Formichi.
Diede alle stampe numerosi volumi di carattere critico-informativo sullo spettacolo. Nel corso della sua vita, raccolse una ricchissima biblioteca sullo spettacolo e collezionò documenti e cimeli legati alla storia del teatro.
Dopo la sua morte, la sua collezione fu acquistata dalla Società Italiana degli Autori ed Editori, e andò a formare il nucleo originario della Biblioteca e Museo teatrale del Burcardo, a Roma, aperto al pubblico dal 1932.

## Opere
- L'arte del comico, 1890
- Il libro degli aneddoti, 1891, con illustrazioni di Ruggero Panerai.
- La Duse, 1901.
- I comici italiani, 2 volumi, 1897-1905 (vasto dizionario biografico degli attori italiani, dal Rinascimento in poi, di valore fondamentale nella storia della letteratura teatrale italiana).
- La caricatura e i comici italiani, Firenze, Bemporad, 1907.